# George Habash
George Habash, född 2 augusti 1926 i Lydda, Brittiska Palestinamandatet, död 26 januari 2008 i Amman, Jordanien, var en palestinsk marxistisk politiker och ledare för Folkfronten för Palestinas befrielse.
Han studerade medicin vid American University of Beirut. Han blev tidigt involverad i arabnationalism, med ett flertal turer in och ut ur olika organisationer.
George Habash tillhörde den grekisk-ortodoxa kyrkan.
Habash dog av hjärtattack och hedrades med tre dagars landssorg.

## Folkfronten under Habashs ledning
Under hans ledning började de begå diverse terroristdåd, bland annat flera uppmärksammade flygkapningar (se Leila Khaled) som satte fokus på palestiniernas situation. Folkfronten dödade eller skadade aldrig någon fysiskt i samband med sina kapningar, enligt vad de själva uppger. Man sprängde flera plan efter att gisslan förts bort från planen.